# Муїнга (провінція)
Муїнга (кір. Muyinga) — одна з 18 провінцій Бурунді. Знаходиться на північному сході країни. Площа — 1836 км², населення 632 409 осіб.
Адміністративний центр — місто Муїнга.

## Географія
На північному заході межує з провінцією Кірундо, на заході — з провінцією Нгозі, на південному заході — з провінцією Карузі, на південному сході - з провінцією Канкузо, на сході проходить державний кордон з Танзанією, на півночі з  Руандою.

## Адміністративний поділ
Муїнга ділиться на 7 комун:
- Buhinyuza
- Butihinda
- Gashoho
- Gasorwe
- Giteranyi
- Muyinga
- Mwakiro